# Radfordia
Radfordia  (лат.) — род акариформных клещей семейства Myobiidae (Prostigmata) из отряда Trombidiformes. Паразитируют на грызущих млекопитающих.

## Описание
Длина вытянутого тела менее 1 мм. Гнатосома (головной отдел) конусовидной формы, маленькая. Хелицеры стилетовидные, длинные и тонкие. Лапки первой пары ног 3-4-члениковые (одинаковые); на лапках 2-й пары ног по 2 коготка, на лапках третьей и четвёртой пар ног — по одному коготку. Род был впервые выделен в 1938 году американским энтомологом и акарологом Генри Эвингом (Henry Ellsworth Ewing; 11.II.1883 — 5.I.1951) и назван в честь акаролога Ч. Д. Рэдфорда (Radford C. D.). Некоторые подроды иногда рассматриваются в качестве отдельных родовых таксонов
- подрод Austromyobia Lawrence, 1954
  - Radfordia aegyptica Radford, 1951
  - Radfordia dubinini Bochkov, Dubinina & Chirov, 1990
  - Radfordia meriones Bochkov, Dubinina & Chirov, 1990
  - Radfordia persica Bochkov, in Bochkov, Arbobi & Malikov 2000
  - Radfordia schoutedeni Lawrence, 1954
- подрод Dendromyobia Bochkov, 1997
- подрод Dipodomyobia Bochkov, 1997
  - Radfordia alactaguli Bochkov, 1997
  - Radfordia allactaga Fain & Lukoschus, 1979
  - Radfordia allatodipi Bochkov, 1997
  - Radfordia baranovae Bochkov, 1997
  - Radfordia dipi Bochkov, 1997
  - Radfordia majori Bochkov, 1997
  - Radfordia paradipi Bochkov, 1997
  - Radfordia paralactaga Bochkov, 1997
  - Radfordia stylodipi Bochkov, 1997
- подрод Graphiurobia Fain, 1972
  - Radfordia ewingi (Fox, 1937)
  - Radfordia gliricola Vesmanis & Lukoschus, 1978
- подрод Hesperomyobia Bochkov, 1997
- подрод Hylomyscobia Fain, 1973
- подрод Hystricomyobia Fain, 1975:449
- подрод Lavoimyobia Paran, 1966
  - Radfordia hughesi (Paran, 1966)
- подрод Lophurmyobia Fain, 1973
- подрод Microtimyobia Fain & Lukoschus, 1976
  - Radfordia abramovi Bochkov & Mironov, 1998
  - Radfordia alticolae Bochkov, 1995
  - Radfordia clethrionomys Fain & Lukoschus, 1977
  - Radfordia cricetuliphila Bochkov, 1999
  - Radfordia lemmus Fain & Lukoschus, 1977
  - Radfordia myopusi Bochkov & Mironov, 1998
  - Radfordia rutila Fain & Lukoschus, 1977
  - Radfordia stekolnikovi Bochkov & Mironov, 1998
  - Radfordia synaptomysi Bochkov & Mironov, 1998
- подрод Radfordia Ewing, 1938
  - Radfordia angolensis Fain, 1972
  - Radfordia davisi (Radford, 1938)
  - Radfordia eremici Fain & Bochkov, 2002
  - Radfordia fanningi Domrow, 1963
  - Radfordia holochilus Lukoschus & de-Cock, 1983
  - Radfordia malacomys Fain, 1972
  - Radfordia mironovi Bochkov, 1997
  - Radfordia petromyscus Lukoschus, Curfs & Fain, 198
- подрод Rattimyobia Fain, Lukoschus & Nadchatram, 1980
  - Radfordia trifurcata Fain, 1973
- подрод Syconycterobia Fain, 1973
  - Radfordia notomys Fain & Lukoschus, 1979
  - Radfordia zyzomys Fain & Lukoschus, 1979
- Другие виды
  - Radfordia affinis (Poppe, 1896)
  - Radfordia eliomys Fain & Lukoschus, 1973
  - Radfordia ensifera (Poppe, 1896) typus
  - Radfordia lancearia (Poppe, 1909)
  - Radfordia lemnina (C.L. Koch, 1835)
  - Radfordia mirabilis Bochkov & Abramov, 2014
  - Radfordia sicula Willmann, 1955